# Томаш Квятковський (футбольний арбітр)
Томаш Квятковський (пол. Tomasz Kwiatkowski, 25 лютого 1978, Легниця) — польський футбольний арбітр. З 2021 року перебуває у списку арбітрів ФІФА як відеоасистент.

## Кар'єра
З 2014 року обслуговував ігри польської Екстракласи та інших національних змагань.
Влітку 2022 року був відеоасистентом у суддівській бригаді англійця Майкла Олівера у Суперкубку УЄФА, а у листопаді його призначили в команду відеоасистентів арбітра на чемпіонат світу 2022 року. 
18 грудня 2022 року був арбітром VAR на фіналі чемпіонату світу.